# لكمة بن عطاف

تعديل مصدري - تعديل

لكمة بن عطاف هي إحدى قرى عزلة القارة بمديرية رصد التابعة لمحافظة أبين، بلغ تعداد سكانها 89 نسمة حسب تعداد اليمن لعام 2004.